# نئوکنفوسیوس‌گرایی ادو
شوشین-گاکو (به ژاپنی: 朱子学, shushigaku)، ادو نئوکنفسیوسیسم (انگلیسی: Edo neo-Confucianism) اشاره به فلسفه نئوکنفسیوسیسمی دارد که در دوره ادو در ژاپن توسعه یافت. نئوکنفسیوسیسم در دوره کاماکورا به ژاپن رسید. می‌توان این فلسفه را انسان گرایانه و خردگرا دانست، با این اعتقاد که جهان را می‌توان از طریق خرد انسانی درک کرد و ایجاد رابطه هماهنگ بین جهان و فرد بر عهده انسان است.
یکی از آموزه‌های اثربخش ژاپنی، اصطلاح shushin است که یعنی: به هر چیزی طوری نگاه ‌کردن که انگار بار اول است؛ ذهن باز و بدون پیش‌فرض داشتن؛  کودکانه و مبتدی بودن؛ حضور حداکثری در لحظه‌ها؛عادت نکردن. شوشین به ‌معنای «ذهن مبتدی» است و بیانگر یکی از تناقض‌های رفتاری ماست: هرچه بیشتر درباره موضوعی اطلاعات داشته باشیم، احتمال اینکه سراغ یادگیری مسائل جدید در آن حوزه برویم کمتر می‌شود. براساس این اصل، در ذهن مبتدیان احتمالات زیادی وجود دارد، اما ذهن متخصصان برای هر مسئله احتمالات کمتری را در نظر می‌گیرد. تنبلی اغلب ناشی از ترس از شکست یا کمال‌گرایی است.
نئوکنفوسیوس‌گرایی به عنوان ایدئولوژی حاکم بر دوره ادو (1603-1867) در نظر گرفته می‌شود، که اغلب در چارچوب نظریه‌های نوسازی تفسیر شده است که رشد نئوکنفوسیوس‌گرایی را در این زمان به عنوان حرکتی به سوی تفکر عقلانی و سکولار در تضاد با دغدغه‌های عمدتاً معنوی و مذهبی بودیسم قرون وسطایی می‌دانند.